# Amoureuse (film)
À ne pas confondre avec l'autre film de Jacques Doillon au titre presque analogue : L'Amoureuse, diffusé en 1988.
Pour les articles homonymes, voir Amoureuse.
Pour plus de détails, voir Fiche technique et Distribution.
Amoureuse est un film français réalisé par Jacques Doillon, sorti en 1992.

## Synopsis
Marie et Antoine, jeune couple, vivent ensemble depuis quelque temps à Paris. Marie fait la rencontre de Paul. Au cours de la soirée qu'ils passent ensemble, Paul tombe amoureux de Marie. Antoine devine quelque chose le lendemain, quand son amie lui annonce son désir d'être enceinte. Marie comprend être amoureuse de Paul quand elle découvre que sa sœur Juliette a une histoire avec cet homme et cela la rend jalouse. Entre son amour pour Antoine, avec lequel elle veut un enfant et son attirance pour Paul, la jeune fille ne sait pas choisir.

## Fiche technique
- Titre : Amoureuse
- Réalisation : Jacques Doillon
- Scénario : Jacques Doillon et Jean-François Goyet
- Production : Alain Sarde et Christine Gozlan
- Musique : Cheb Khaled
- Photographie : Christophe Pollock
- Montage : Catherine Quesemand
- Décors : Yan Arlaud
- Pays d'origine :  France
- Format : couleurs - 1,85:1 - Stéréo - 35 mm
- Genre : comédie dramatique
- Durée : 99 minutes
- Date de sortie : 19 février 1992 (France)

## Distribution
- Charlotte Gainsbourg : Marie
- Yvan Attal : Paul
- Thomas Langmann : Antoine
- Stéphanie Cotta : Juliette
- Thierry Maricot : l'homme qui drague les filles
- Elsa Zylberstein : la voyante
- Paul Savoie : le curé
- Hélène Fillières : la fille en soirée

## Autour du film
- Le tournage s'est déroulé à Paris et Montréal.

## Bande originale
- Haya Ya, interprété par Cheb Khaled
- Medina, interprété par Youssou N'Dour
- Trouble in Mind, interprété par Arno
- Hush Darling, interprété par Gregory Isaacs